# Regió del Nord (Camerun)
Regió Nord  és una de les deu regions de la República de Camerun. La seva capital és la ciutat de Garoua.

## Departaments
Aquesta regió posseeix una subdivisió interna composta pels següents departaments:
- Bénoué
- Faro
- Mayo-Louti
- Mayo-Rey

## Territori i població
La regió Nord té una superfície de 65.576 km². Dins de la mateixa resideix una població composta per 1.346.623 persones (xifres del cens de l'any 2005). La densitat poblacional dins d'aquesta província és de 20,54 habitants per km².